# 朱新予
朱新予（1902年—1987年），字心畬，谱名学助，男，浙江萧山人，中国蚕丝专家、丝绸教育家，曾任九三学社中央委员，第五、六届全国政协委员。